# Монарх-довгохвіст мадагаскарський
Монарх-довгохвіст мадагаскарський (Terpsiphone mutata) — вид горобцеподібних птахів родини монархових (Monarchidae). Мешкає на Мадагаскарі та на Коморських островах.

## Опис
Довжина птаха становить 18 см, вага 12-13 г. У самців центральні стернові пера видовжені, їх довжина може сягати 27 см. Забарвлення самців існує у двох морфах: рудувато-коричневій і чорно-білій. Самиці мають переважно іржасте забарвлення, верхння частина голови у них чорна. Навколо очей у птахів є кільця голої синьої шкіри, у самців вони більш широкі.

## Таксономія
В 1760 році французький зоолог Матюрен Жак Бріссон включив опис мадагаскарського монарха-довгохвоста до своєї книги «Ornithologie», описавши птаха за зразком з Мадагаскару. Він використав французьку назву Le gobe-mouche a longue queue de Madagascar та латинську назву Muscicapa Madagascariensis Longicauda. Однак, хоч Бріссон і навів латинську назву, вона не була науковою, тобто не відповідає біномінальній номенклатурі і не визнана Міжнародною комісією із зоологічної номенклатури. Коли в 1766 році шведський натураліст Карл Лінней випустив дванадцяте видання своєї Systema Naturae, він доповнив книгу описом 240 видів, раніше описаних Бріссоном. Одним з цих видів був мадагаскарський монарх-довгохвіст, для якого Лінней придумав біномінальну назву Muscicapa mutata. Згодом вид був переведений до роду Монарх-довгохвіст (Terpsiphone).

## Підвиди
Виділяють п'ять підвидів:

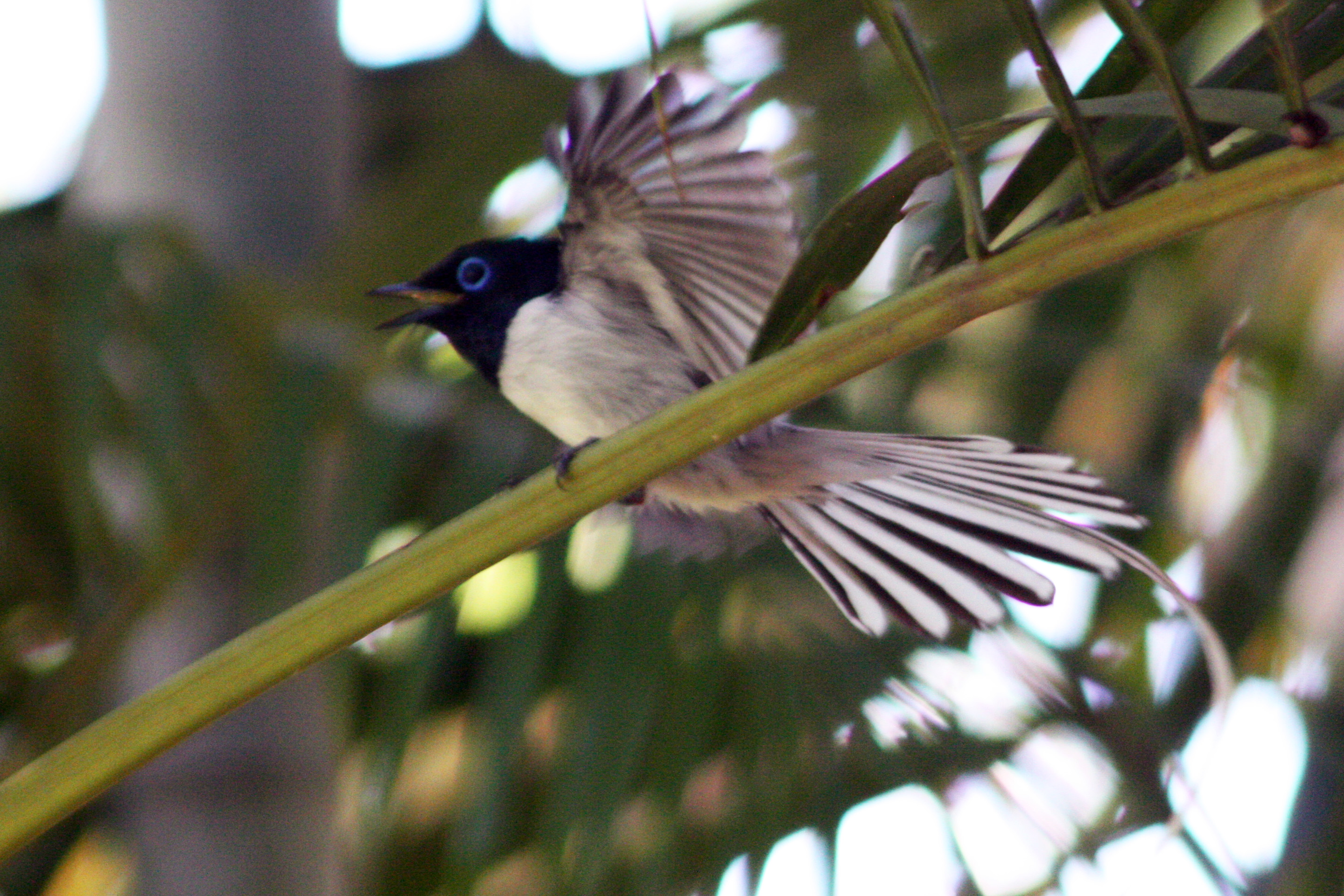
Самець білої морфи

- T. m. mutata (Linnaeus, 1766) — острів Мадагаскар;
- T. m. pretiosa (Lesson, R, 1847) — острів Майотта;
- T. m. vulpina (Newton, E, 1877) — острів Анжуан;
- T. m. voeltzkowiana Stresemann, 1924 — острів Мохелі;
- T. m. comorensis Milne-Edwards & Oustalet, 1885 — острів Великий Комор.

## Поширення і екологія
Мадагаскарські монархи-довгохвости мешкають на Мадагаскарі, на Коморських Островах та на Майотті. Вони живуть у вологих і сухих тропічних лісах, на узліссях і галявинах, в мангрових лісах, на плантаціях, в парках і садах, переважно на висоті до 1600 м над рівнем моря. Живляться комахами, яких ловлять в польоті. Часто приєднуються до змішаних зграй птахів разом з сірими лемурками і рудими вангами. Гніздо глибоке, чашоподбне, розміщується на дереві. В кладці 3 яйця. Мадагаскарські монархи-довгохвости іноді стають жертвами гніздового паразитизму мадагаскарських зозуль.